# Jakišnica
Koordinati:   44°38′43″N, 14°46′46″E
Jakišnica je majhno naselje s pristaniščem v istoimenskem zalivu na otoku Pagu (Hrvaška).
Jakišnica je majhno ribiško naselje z okoli 150 prebivalci. Kraj leži na ozkem severozahodnem delu otoka v dnu zaliva, do katerega pelje krajši odcep s ceste Novalja - Lun.
V dnu ovalnega, okoli 180 m širokega in prav toliko globokega, zaliva se raprostira naselje z manjšim pristanom, trgovino in več restavracijami.
Pred vstopom v zaliv stojita na vsaki strani zaliva valobrana. Krajši na južni strani zaliva je dolg okoli 25 m, daljši na nasprotni strani pa meri okoli 50 m. Globina morja pri daljšem valobranu je do 3 m. Privez plovil je možen z notanje strani daljšega valobrana ali pa na sredini zaliva, kjer je morjre globoko do 6 m. Zaliv je odprt jugozahodnim vetrovom.